# Предраг Владисављевић
Предраг Владисављевић (Добановци, код Земуна, 8. јун 1919 — Нови Сад, 5. јул 2000), учесник Народноослободилачке борбе и друштвено-политички радник СФР Југославије, СР Србије и САП Војводине. Функцију председника Председништва САП Војводине обављао је у два наврата.

## Биографија
Предраг Владисављевић рођен је 8. јуна 1919. године у Добановцима код Земуна. 
Учесник Народноослободилачке борбе је од 1942, а члан Комунистичке партије Југославије од 1944. године. Завршио је Вишу партијску школу „Ђуро Ђаковић“ у Београду.
Био је секретар Среског комитета КПЈ у Шиду, председник Већа произвођача, председник Привредног већа Скупштине АП Војводине и председник Покрајинског већа Савеза синдиката Југославије за Војводину. Биран је за члана Секретаријата Покрајинског комитета Савеза комуниста Србије за Војводину.
Био је председник Председништва САП Војводине два пута, од новембра 1981. до маја 1982. и од 7. маја 1985. до маја 1986. године.